# Montfort-en-Chalosse
 Montfort-en-Chalosse   es una población y comuna francesa, situada en la región de Aquitania, departamento de Landas, en el distrito de Dax y cantón de Montfort-en-Chalosse.

## Demografía
| 1157 | 1114 | 1017 | 1031 | 1116 | 1210 |
| Para los censos de 1962 a 1999 la población legal corresponde a la población sin duplicidades (Fuente: INSEE [Consultar]) |      |      |      |      |      |